# Cuddhura
La cuddhura, cuddhura cu l'ove, palomba, palummeddhra, panareddhra, puddhica cu l'oe è un prodotto da forno tipico del Salento.
Cuddhura viene dal greco κουλούρα o κουλλούρα, couloúra o coulloúra (in greco antico κολλύρα, kollýra) ossia 'rotondo' o 'spirale' e puddhica dal latino polluceo, ossia '[pane che] si offre').
Si tratta di un pane pasquale molto simile alle cuddura cu l'ova siciliane. Sono diffuse le versioni pasquali con l'uovo sodo al centro che localmente vengono chiamate cuddhura cu l'oe ('cuddura con l'uovo'), puddhica cu l'oe ('puddica con l'uovo'), pupu cu l'ovu ('bambino con l'uovo'). Queste preparazioni durante il periodo pasquale sono fatte a forma di colomba e localmente dette palomba, palummeddhra, panareddhra.
Il prodotto è stato riconosciuto e inserito nell'elenco dei prodotti agroalimentari tradizionali (PAT) stilato dal ministero delle politiche agricole e forestali.